# 森岡二朗

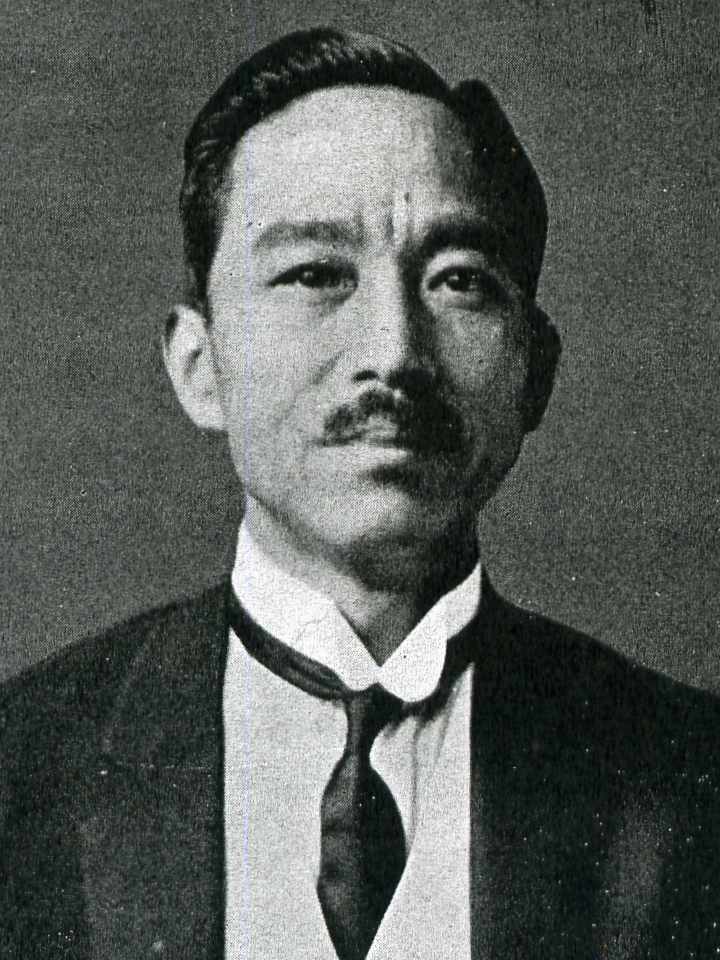
森岡二朗の肖像写真

森岡 二朗（もりおか じろう、1886年5月1日 - 1950年12月20日）は、日本の内務・警察官僚。官選県知事、台湾総督府総務長官。

## 来歴・人物
森岡万平の二男として奈良県山辺郡丹波（現：天理市）で生まれる。郡山中学、四高を経て、1911年7月、東京帝国大学法科大学法律学科（独法）を卒業。同年11月、文官高等試験に合格し内務省に入省。兵庫県警部に任官し警察部保安課に配属された。
1912年10月、兵庫県出石郡長に就任。以後、兵庫県理事官、同県警視、青森県警察部長、神奈川県警察部長、警視庁刑事部長、警視庁官房主事、京都府書記官・内務部長などを歴任。
関東大震災（1923年）当時は神奈川県警察部長で、大阪府知事、兵庫県知事、千葉県知事、茨城県知事、横須賀鎮守府、横須賀軍港停泊中の艦船および大阪朝日新聞社と大阪毎日新聞社に至急官報で救援を要請した。この打電のために横浜沖に停泊中のコレア丸まで泳いで伝えたエピソードがある。
1926年9月、島根県知事に就任し、さらに、青森県・茨城県・栃木県の各知事を歴任。1929年11月、朝鮮総督府に転じ、警務局長となる。1931年6月に退任し、同年12月、内務省警保局長に就任。1932年1月、桜田門事件により文官懲戒令の懲戒処分（二ヶ月間年俸月割額十分の一減額）を受け、同年5月に退任した。
趣味は野球観戦でそれが高じて神宮球場に近い千駄ヶ谷に居を構えた。1936年には職業野球旗揚げに際して大東京軍取締役社長に就任している。
1936年9月、小林躋造予備海軍大将の台湾総督就任に伴い総務長官に登用された。1940年5月、小林総督の退任と共に辞任。1941年3月から日本野球連盟初代会長に就任し、戦時下におけるプロ野球存続に尽力。
1945年の東京大空襲で千駄ヶ谷の自宅が焼失したため、しばらく地元の奈良で過ごした。1947年10月に公職追放となった。1950年12月20日死去。64歳没。
日本のプロ野球創生期に大東京軍の経営に当たったことや、日本野球連盟会長として戦時下に於けるプロ野球の運営に努力した功績などが評価され、1969年に特別表彰者として野球殿堂入りした。

## 備考
2023年（令和5年）6月、下野新聞が「歴代知事はどんな人?」という特集記事を組んで調べていたところ、『県議会史』第4巻（1989年、栃木県議会発行）の肖像画が別人であることが判明した。同書に掲載された肖像画は森岡の後任で栃木県知事に就いた牛島省三とみられている。